# Oveja Negra (sello discográfico)
Oveja Negra es una compañía discográfica chilena fundada por la Sociedad Chilena del Derecho de Autor (SCD) en 2006, como complemento del Sello Azul para el lanzamiento de bandas ya reconocidas a nivel nacional. Su primera edición incluyó 15 álbumes de artistas diversos, tales como Vicente Bianchi, Joe Vasconcellos, Pedropiedra, entre otros.